# Рідний дім (фільм)
«Рідний дім» — радянський художній фільм 1973 року, знятий режисером Віталієм Дьоміним на кіностудії «Молдова-фільм».

## Сюжет
За мотивами роману Анни Лупан «Треті півні». У сім'ї спадкового хлібороба Аріона Карамана виросли чотири дочки. Їх думами і турботами живе Аріон, хоч і не може погодитися з багато чим, що відбувається в їхньому житті. Особлива духовна тонкість Аріона кудись зникає, коли він дізнається про кохання своєї дочки Іляни до циганського хлопця Мікандра. Звідси починаються його глибокі переживання та боротьба із самим собою, які показані з розумінням та психологічним тактом.

## У ролях
- Микола Тимофєєв — Аріон Караман
- Світлана Коновалова — мати
- Йола Санько — Женя
- Оксана Григорович — Вікторіца
- Світлана Тома — Іляна
- Євгенія Вєтлова — Анка
- Борис Бистров — Влад
- Васіле Зубку-Кодряну — Мікандру
- В'ячеслав Воронін — Філімон
- Ю. Кодзу — Маня, коваль
- К. Тирцеу — Рада
- Анатолій Скороход — голова колгоспу
- Петро Любешкін — Тудос
- Іон Аракелу — епізод
- Михайло Бадікяну — Лулуце
- С. Комаров — епізод
- В. Клавсуть — епізод
- В. Нагопетян — епізод
- Юрій Соломін — епізод
- Ігор Солоденко — епізод

## Знімальна група
- Режисер — Віталій Дьомін
- Сценарист — Борис Шустров
- Оператор — Микола Фомін
- Композитор — Євген Стіхін
- Художник — Микола Апостоліді